# Национальный музей старинного искусства
Национальный музей старинного искусства (порт. Museu Nacional de Arte Antiga, MNAA) в Лиссабоне — одно из наиболее значительных художественных собраний Португалии и Европы. Коллекции Национального музея отражают развитие португальского искусства вплоть до начала XIX в.
Отдел европейской живописи музея впечатляет своими размерами и количеством представленных имён: Иероним Босх, Ян Брейгель Младший, Герард Давид, Альбрехт Дюрер, Лукас Кранах, Пьеро делла Франческа, Ян Госсарт, Ганс Гольбейн Старший, Питер де Хоох, Квентин Массейс, Ханс Мемлинг, Йоахим Патинир, Ян Провост, Рафаэль, Хосе Рибера, Андреа дель Сарто, Давид Тенирс Младший, Тинторетто, Антонис ван Дейк, Диего Веласкес, Франсиско де Сурбаран и др.

## История
Ни точная дата постройки музея, ни архитектор здания не известны. Известно только то, что строилось оно в XVI веке в непосредственной близости от церковного учреждения, носившего имя святого Альберта Верчелли, покровителя ордена кармелитов.
Это был первый монастырь кармелитов в Португалии. То, что от него осталось, а именно капелла Альберта, сегодня является частью музея. Она находится в подземелье западного крыла; это роскошно отделанное сакральное помещение с нарядными терракотовыми яслями, выполненными Мачадо де Кастро, португальским архитектором эпохи барокко; стены выложены цветным кафелем, повсеместно распространнёным в стране. Всё это реконструкция: западное крыло появилось лишь в 1930 году; капелла в то время представляла пустое помещение в состоянии полного упадка и под угрозой окончательного разрушения. Уже в 1834 году монастырь опустел, как и многие другие церковные учреждения Португалии.
В результате гражданской войны огромное количество монастырей и церквей было в ту пору ликвидировано. Государству следовало позаботиться об имевшихся там произведениях искусства. Такой фонд поначалу был создан в монастыре святого Франциска, ставшем резиденцией впервые появившейся Академии изящных искусств. Позже, в 1869 году, состоялась первая экспозиция.

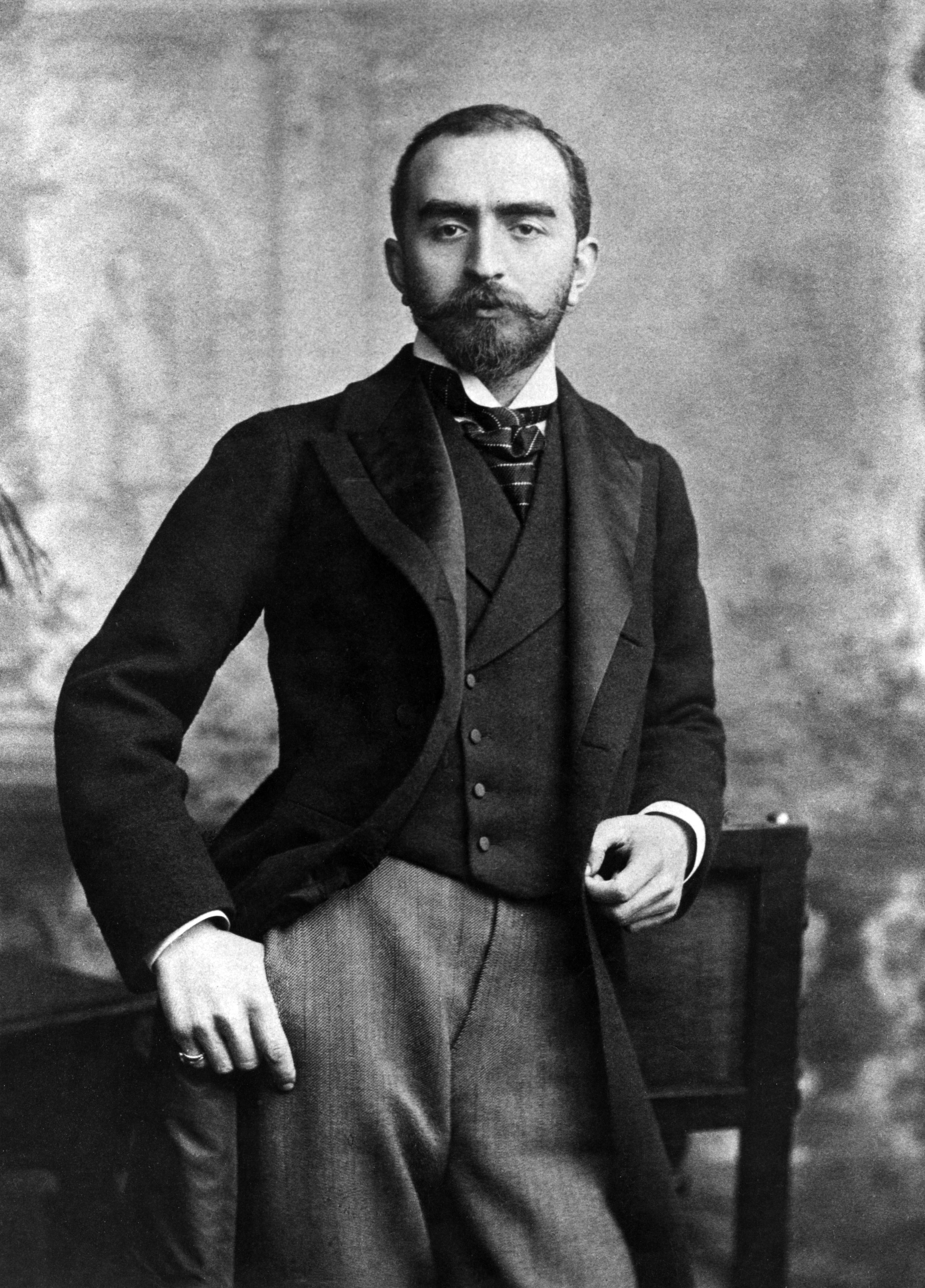
Галуст Гюльбенкян

Решение перенести собрание во дворец Помбаль было принято в 1882 году. С тех пор оно постоянно пополнялось, в первую очередь за счёт богатых дарителей, одним из которых стала королева Карлотта Жуакина, а другим — армянский нефтяной магнат Галуст Гюльбенкян, очень много сделавший для культурной жизни Португалии. Вскоре выбранное здание оказалось слишком малым для коллекции. Было решено, что часть собрания следует переместить в новое помещение, а поскольку подходящих построек не нашлось, постановили таковое построить, что и было сделано к 1994 году.

## Коллекция
Сегодня музей хранит 2200 произведений живописи за период с XIV века по 1820 год. Все фонды условно поделены на семь разделов: живопись, скульптура, рисунок и графика, изделия из золота и серебра, керамика, текстиль, мебель. Помимо перечисленных коллекций, здесь имеются коллекции искусства Африки и Дальнего Востока — свидетельства минувшего колониального господства.
В собрании живописи есть несколько изысканых экспонатов: изображение святого Иеронима, выполненное Альбрехтом Дюрером, которое художник лично продал заинтересованному лицу из Португалии.
Здесь есть работы Лукаса Кранаха Старшего, Гольбейна, Веласкеса. Музей располагает одной из известнейших картин Иеронима Босха — «Искушение святого Антония»; это трёхчастный алтарь с изображением благочестивого египетского отшельника, осаждаемого толпищами демонов и алчных чудовищ.
Особая заинтересованность публики, вызванная патриотическими чувствами, ощущается в разделе португальской живописи, охватывающем почти четыре века её развития. В подавляющем большинстве это религиозные сюжеты и портреты. Кульминацией этого раздела является значительный памятник португальской живописи XV века «Алтарь Святого Винцента» работы художника Нуну Гонсалвиша, состояжий из шести панелей. На них он написал около шестидесяти фигур сумрачных святых, а под ними — Генриха Мореплавателя, бледного человека с усами в чёрном головном уборе с молитвенно сложенными руками.

## Галерея

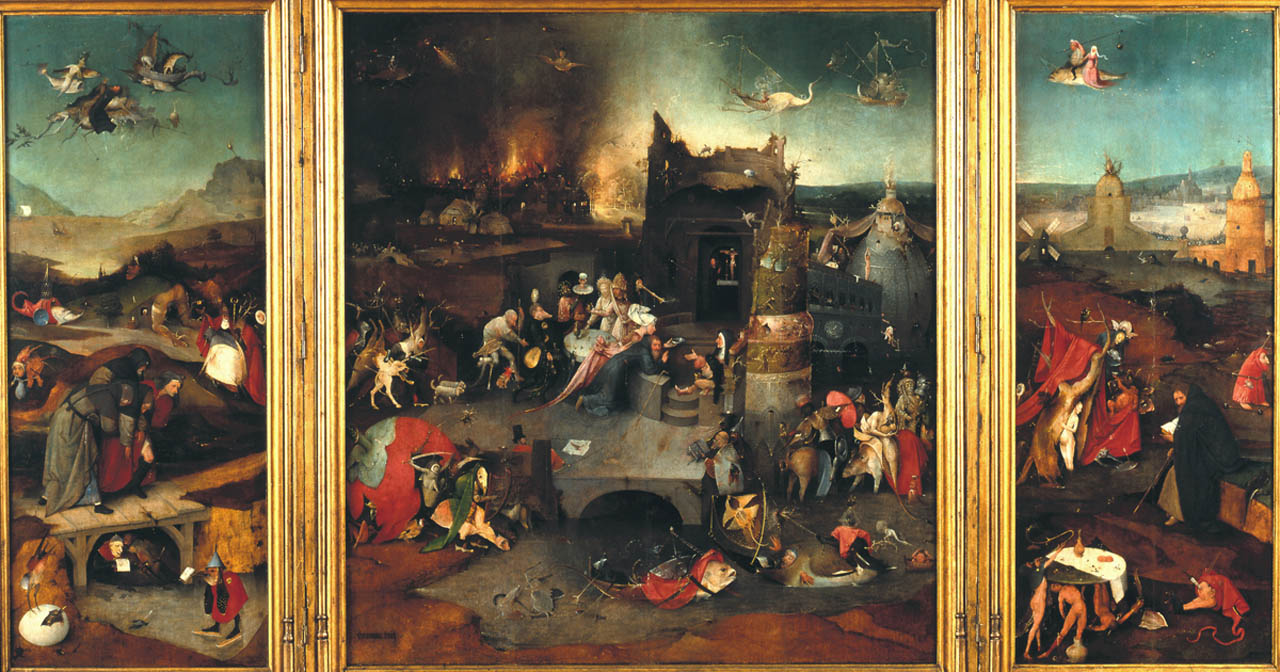
«Искушение святого Антония». Иероним Босх
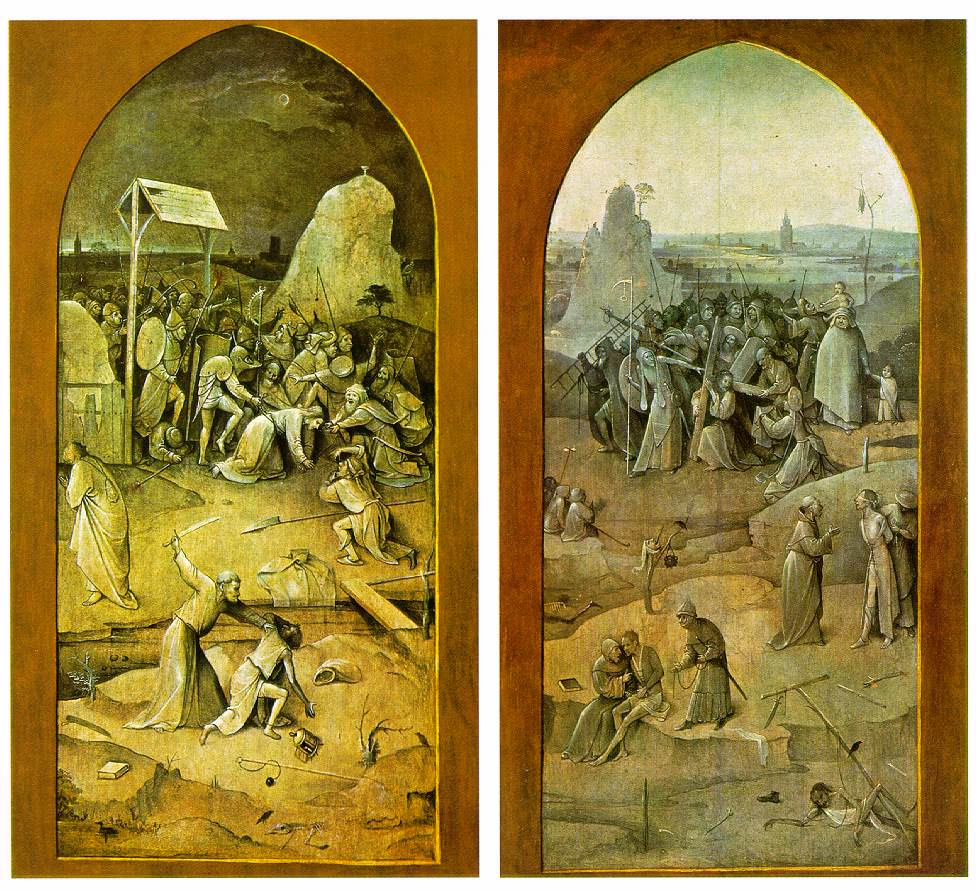
«Искушение святого Антония» (внешние створки).
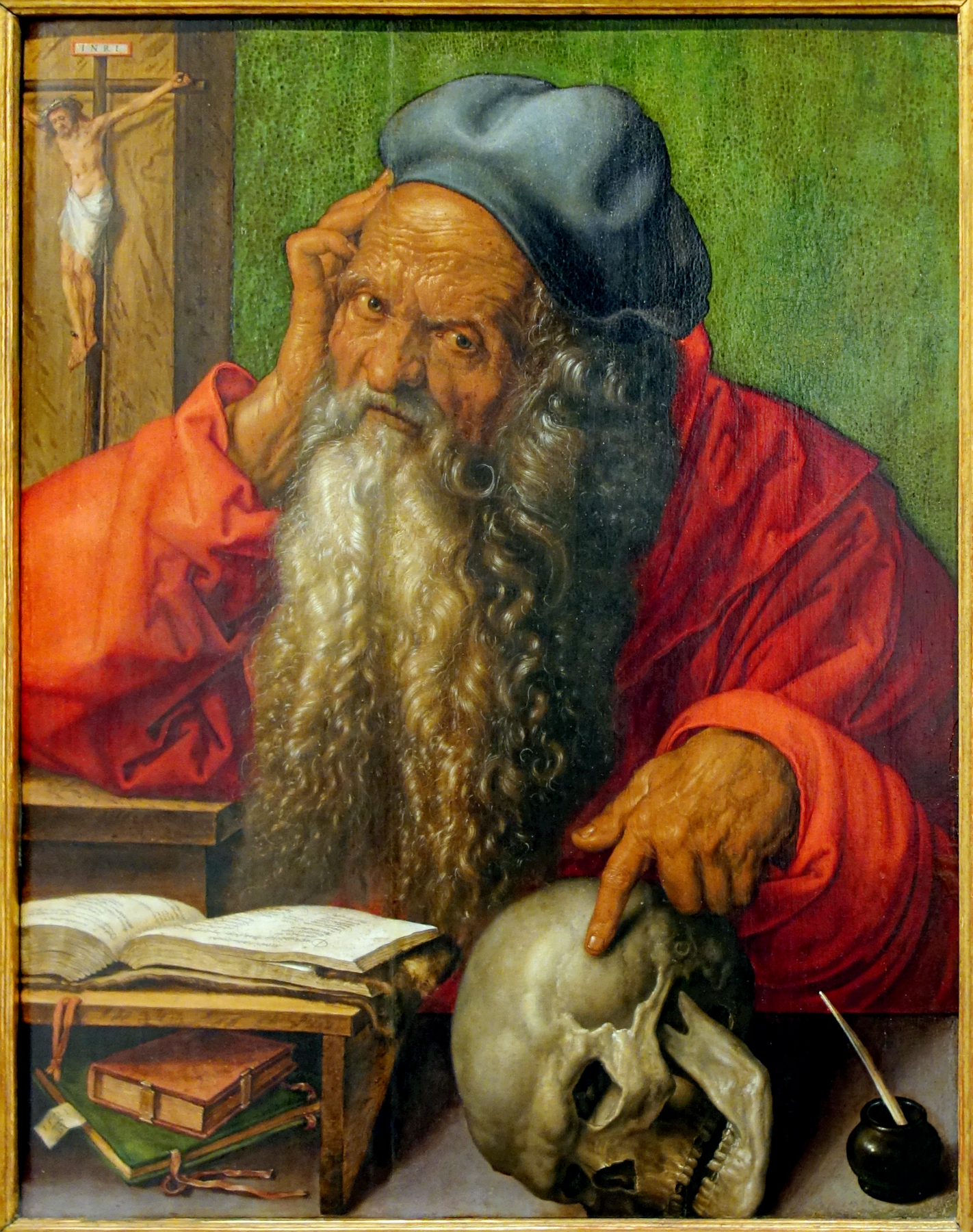
«Святой Иероним». Альбрехт Дюрер
«Алтарь Святого Винцента». Нуну Гонсалвиш
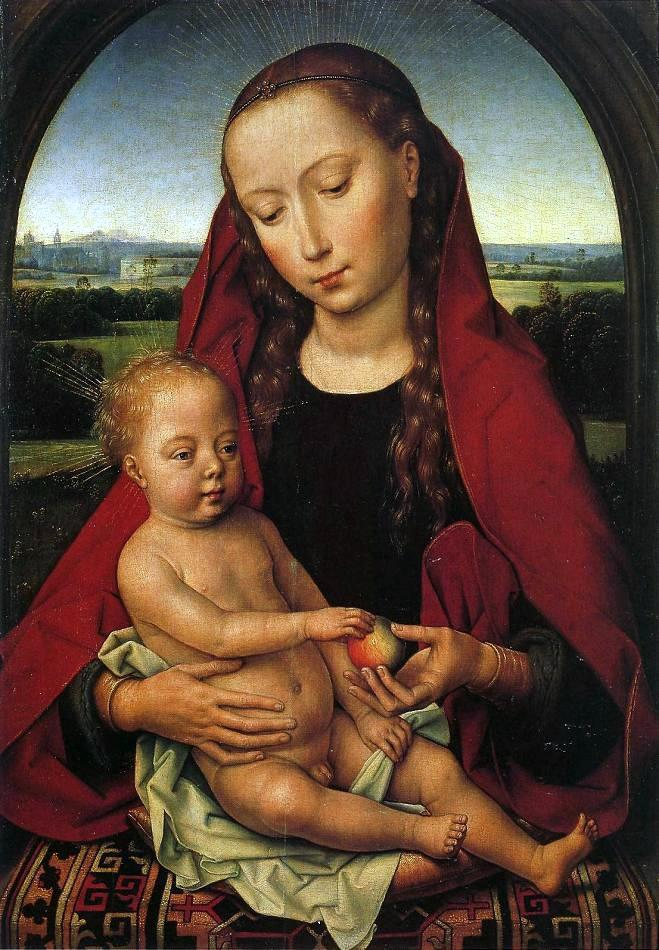
«Богоматерь с Младенцем». Ханс Мемлинг